# Mazuca
Mazuca é um gênero de traça pertencente à família Arctiidae.